# Rickenbach, Zürich
Rickenbach är en ort och kommun i distriktet Winterthur i kantonen Zürich, Schweiz. Kommunen har 2 821 invånare (2023).
I kommunen finns även orten Sulz med järnvägsstationen Rickenbach-Attikon.